# Lymantria celebesa
Lymantria celebesa är en fjärilsart som beskrevs av Collenette 1947. Lymantria celebesa ingår i släktet Lymantria och familjen tofsspinnare. Inga underarter finns listade i Catalogue of Life.